# Melianthus villosus
Melianthus villosus är en tvåhjärtbladig växtart som beskrevs av Harry Bolus. Melianthus villosus ingår i släktet Melianthus och familjen Melianthaceae. Inga underarter finns listade i Catalogue of Life.